# Liste der Bodendenkmale in Rickling
In der Liste der Bodendenkmale in Rickling sind die Bodendenkmale der Gemeinde Rickling nach dem Stand der Bodendenkmalliste des Archäologischen Landesamts Schleswig-Holstein von 2016 aufgelistet. Die Baudenkmale sind in der Liste der Kulturdenkmale in Rickling aufgeführt.
| Denkmal-ID           | Befundart           | Bezeichnung            | Zeitstellung                 | Lage | Bemerkungen | Bild |
| -------------------- | ------------------- | ---------------------- | ---------------------------- | ---- | ----------- | ---- |
| aKD-ALSH-Nr. 004 512 | Grabmal > Grabhügel | Grabhügel              | Vor- und/oder Frühgeschichte |      |             |      |
| aKD-ALSH-Nr. 004 513 | Grabmal > Grabhügel | Grabhügel              | Vor- und/oder Frühgeschichte |      |             |      |
| aKD-ALSH-Nr. 004 514 | Grabmal > Grabhügel | Grabhügel              | Vor- und/oder Frühgeschichte |      |             |      |
| aKD-ALSH-Nr. 004 515 | Grabmal > Grabhügel | Grabhügel „Krähenberg“ | Vor- und/oder Frühgeschichte |      |             |      |
| aKD-ALSH-Nr. 004 516 | Grabmal > Grabhügel | Grabhügel              | Vor- und/oder Frühgeschichte |      |             |      |
| aKD-ALSH-Nr. 004 517 | Grabmal > Grabhügel | Grabhügel              | Vor- und/oder Frühgeschichte |      |             |      |
| aKD-ALSH-Nr. 004 518 | Grabmal > Grabhügel | Grabhügel              | Vor- und/oder Frühgeschichte |      |             |      |
| aKD-ALSH-Nr. 004 519 | Grabmal > Grabhügel | Grabhügel              | Vor- und/oder Frühgeschichte |      |             |      |
| aKD-ALSH-Nr. 004 520 | Grabmal > Grabhügel | Grabhügel              | Vor- und/oder Frühgeschichte |      |             |      |
| aKD-ALSH-Nr. 004 521 | Grabmal > Grabhügel | Grabhügel              | Vor- und/oder Frühgeschichte |      |             |      |
| aKD-ALSH-Nr. 004 522 | Grabmal > Grabhügel | Grabhügel              | Vor- und/oder Frühgeschichte |      |             |      |
| aKD-ALSH-Nr. 004 523 | Grabmal > Grabhügel | Grabhügel              | Vor- und/oder Frühgeschichte |      |             |      |
| aKD-ALSH-Nr. 004 524 | Grabmal > Grabhügel | Grabhügel              | Vor- und/oder Frühgeschichte |      |             |      |